# ديفين سيرسي
ديفين سيرسي (بالإنجليزية: Devin Searcy)‏ مواليد 25 أغسطس 1989 في رومولوس، هو لاعب كرة سلة أمريكي. بدأ مسيرته الاحترافية في سنة 2011. يلعب مع نادي راستا فشتا لكرة السلة في الدوري الألماني لكرة السلة. يحمل الرقم 4. يبلغ طوله 6 قدم 10 بوصة (2.1 م).

## المسيرة الاحترافية
لعب مع زينيت سانت بطرسبرغ في الدوري الروسي في موسم 2012–2013، ثم لعب مع إسبارن بريمرهافن في الدوري الألماني من سنة 2013 إلى 2015، ثم لعب مع إس بي أو روان باسكت في الدوري الفرنسي في سنة 2015، ثم لعب مع نادي راستا فشتا لكرة السلة في سنة 2016.

## روابط خارجية
- ديفين سيرسي على موقع كرة السلة الأوروبية.كوم (الإنجليزية)
- ديفين سيرسي على موقع كلية كرة السلة في سبورتس رفرنس.كوم (الإنجليزية)
- ديفين سيرسي على موقع ريلجم (الإنجليزية)
- ديفين سيرسي على موقع بروبوليرز (الإنجليزية)
- ديفين سيرسي على موقع سبورتس رفرنس (الإنجليزية)